# Свети Димитър (Дион)
Вижте пояснителната страница за други значения на Свети Димитър.
„Свети Димитър“ (на гръцки: Αγίου Δημητρίου) е късносредновековна православна църква в село Дион (Малатрия), Егейска Македония, Гърция, част от Китроската, Катеринска и Платамонска епархия.
Разположена е веднага източно след развалините на античния град Дион. Църквата е еднокорабен храм от XV век. На западната фасада са запазени фрески от XVIII век, изобразяващи Второто пришествие.
- Фреска на Свети Димитър над входа
- Фреските на западната фасада
- Фреска от църквата